# Wilmer Vásquez
Wilmer Vásquez (* 22. Januar 1981) ist ein venezolanischer Radrennfahrer.
Wilmer Vasquez wurde 2003 Etappenzweiter bei der Vuelta al Táchira. In der Saison 2005 wurde er venezolanischer Meister im Straßenrennen und er gewann die vierte Etappe der Vuelta a Yacambu-Lara. Außerdem wurde er 2005 Gesamtzweiter bei der Vuelta a Santa Cruz de Mora und beim Clásica de la Consolación, sowie beim Clásico Ciclístico Banfoandes wurde er jeweils Dritter der Gesamtwertung. 2006 belegte Vasquez bei der Vuelta a Yacambu-Lara den zweiten Rang in der Gesamtwertung.

## Erfolge
2005
- Venezolanischer Meister – Straßenrennen